# 保存系
力学系が保存系であるとは、保存量（または、第一積分）が存在することを意味している。

## 保存量
保存量とは、相空間上の実数値関数 V で、
{\displaystyle {\frac {dV}{dt}}=0}
を満たすものである。ただし、 V は相空間上の定数関数ではないとする。

## 例
自然科学では、様々なところで保存則が成り立つ系が登場する。
例として、力学的エネルギー保存の法則が成り立っている系は、力学的エネルギーは保存量であるので保存系である。